# László F. Földényi
László F. Földényi (19. dubna 1952 Debrecín) je maďarský estetik, umělecký kritik, literární historik, umělecký překladatel a univerzitní pedagog. Nositel Ceny Attily Józsefa a Széchényiho ceny. Je jedním ze tří členů komise pro udělování Ceny Ákose Csernuse.

## Kariéra
V letech 1970–1975 studoval obory maďarština a angličtina na filozofické fakultě Univerzity Loránda Eötvöse v Budapešti. Od roku 1977 do roku 1986 byl pracovníkem Maďarského divadelního institutu (Magyar Színházi Intézet). V letech 1987–1991 pracoval na volné noze. V letech 1988–1989, respektive mezi roky 1990 až 1991 pracoval na pozvání DAAD Berliner Künstlerprogramm v Západním Berlíně. Mezi roky 1989 a 1991 byl odborným asistentem na katedře srovnávací a světové literatury Univerzity Loránda Eötvöse, v letech 1991–2006 pak byl jejím docentem. V letech 2002–2003 vyučoval na Maďarské vysoké škole umělecko-průmyslové (Magyar Iparművészeti Egyetem). Od roku 2004 je univerzitním docentem Vysoké školy divadelního a filmového umění (Színház- és Filművészeti Egyetem). Od roku 2005 byl na této univerzitě zástupcem vedoucího katedry teorie umění, roku 2006 se stal jejím vedoucím. Od roku 2006 je univerzitním profesorem.
Překládá do maďarštiny díla moderních dramatiků, kupř. Edwarda Bonda, Maxe Frische či Heinera Müllera, ale i díla starších autorů, nejvíce Heinricha von Kleista. Je autorem řady článků pro německé budapešťské periodikum Pester Lloyd.
V českém prostředí vyšlo zatím jediné jeho dílo, roku 2013 v nakladatelství Malvern studie o dějinách melancholie v evropské kultuře od starověku do současnosti s názvem Melancholie (maď. orig. Melankólia).